# Ettore Bugatti
Ettore Arco Isidoro Bugatti, född 15 september 1881 i Milano, död 21 augusti 1947 i Paris, var en italiensk konstruktör och biltillverkare.
Bugatti föddes i en konstnärsfamilj i Milano. Hans far var konstnären Carlo Bugatti och han var bror till skulptören Rembrandt Bugatti. Ettore var dock mer intresserad av teknik och arbetade på en mekanisk verkstad. I slutet av 1890-talet byggde han sin första bil, Type 1. För sin andra bil, Type 2, vann Bugatti en medalj på utställningen i Milano 1901. Detta väckte tillverkaren De Dietrich:s intresse och Bugatti flyttade till det då tyska Elsass för att arbeta som konstruktör. 1904 flyttade han vidare till Strasbourg för att arbeta åt Mathis och två år senare gick flytten till Köln, där han jobbade åt Deutz.
Under tiden hos Deutz byggde han en egen liten bil på fritiden. Denna Type 10 blev grunden för Bugattis egen tillverkning. 1909 lastade han in familjen i sin lilla bil och reste tillbaka till Elsass, där han började bygga bilar under eget namn i ett nedlagt färgeri i staden Molsheim.
Under första världskriget byggde Bugatti flygmotorer i Paris åt ententen. Efter kriget hade Molsheim hamnat i Frankrike och Bugatti räknas som ett franskt bilmärke. Under alla dessa flytter behöll Bugatti sitt italienska medborgarskap fram till sin död.
Bugatti var en petig konstruktör och han vägrade att använda standardkomponenter i det längsta. Alla detaljer, ner till skruv och mutter, skulle tillverkas i den egna fabriken. Man byggde till och med maskinutrustningen som användes vid tillverkningen själva.
1920-talet var mycket framgångsrikt för Bugatti. Hans tävlingsvagnar Type 13 Brescia och Type 35 besegrade allt motstånd på tävlingsbanorna. Men Bugatti var en konservativ man och när konkurrenterna skruvade upp motståndet i början av trettiotalet vägrade han styvnackat att införa de förbättringar som krävdes för att förbli konkurrenskraftiga.
Bugattis son Jean blev sin fars närmaste medarbetare vid fabriken och han övertog allt mer av konstruktionsarbetet. Eftersom Bugattis tävlingsvagnar inte längre kunde hänga med i konkurrensen, blev Jeans sportbilar Type 55 och Type 57 allt viktigare för firmans intäkter. 
Sedan Jean förolyckats vid en testkörning 1939, tycks Ettore Bugatti ha förlorat det mesta av intresset för sin firma. Efter andra världskriget konfiskerade franska staten stora delar av näringslivet och ägarna var tvungna att bevisa att de aldrig samarbetat med de tyska ockupanterna för att få tillbaka sina företag. Bugatti fick tillbaka kontrollen över företaget 1947, men dog senare samma år. 
Bugatti blev för sina insatser invald i Automotive Hall of Fame 2000 och International Motorsports Hall of Fame 2002.